# Néstor de la Torre Menchaca
Néstor de la Torre Menchaca (23 de junio de 1963, Guadalajara, Jalisco, México) es un ex-futbolista mexicano que se desempeñaba en la posición de delantero. Surgió de las fuerzas básicas del Guadalajara, equipo donde jugó casi toda su carrera, con excepción de las temporadas 1989-1990 y 1992-1993, que disputaría con Tecos de la UAG y Leones Negros de la UdeG respectivamente. Trabajó como director de la selección mexicana hasta octubre de 2010 y desempeñó el cargo de presidente deportivo en el Club Deportivo Guadalajara hasta septiembre del 2015. Es hermano de José Manuel de la Torre Menchaca y de Primo Hermano de Eduardo de la Torre.

## Trayectoria

### Jugador

#### Guadalajara
Néstor de la Torre comenzó su carrera profesional en la temporada 1983-1984 con el equipo Guadalajara. Siendo ésta su temporada más exitosa con las Chivas, en el sector individual, ya que llegó anotar cinco goles en la Primera División de México.
Su primer partido en liga fue un Clásico Tapatío, lo jugó el 10 de marzo de 1984, y el Guadalajara logró derrotar al Atlas por marcador de 5-3. Las siguientes semanas fueron un período de éxito personal, el 17 de marzo de 1984 en su segundo partido en la máxima categoría, contra el Club de Fútbol Monterrey, marcó los dos goles que le dieron la victoria al Guadalajara. También logró marcar el único gol de su equipo en los próximos dos partidos, el primero contra el Club Universidad Nacional el 25 de marzo de 1984, y el segundo contra el Club Necaxa el 1 de abril de 1984.
En la temporada 1986-1987 formó parte de la plantilla que logró ser campeón de liga, consiguiendo el noveno título para el Club Deportivo Guadalajara después de 17 años de haber conseguido el último.
Dunn

#### U.A.G.
Debido a constantes lesiones y a una baja considerable de juego, Néstor tuvo poca actividad en la temporada 1988-1989 por lo que para el siguiente torneo para a formar parte de las filas de los Tecos de la UAG, equipo con quien completó un total de 22 partidos y anotó cinco goles. Regresó a Chivas para la siguiente temporada, donde logró anotar dos goles más.

#### U. de G.
Su última temporada en la Primera División de México fue la 1992-1993, la cual disputó don el Club Universidad de Guadalajara, donde sólo vio acción en seis partidos.

## Directivo
Guadalajara
Después de su retiro como jugador, Néstor participó como directivo en el mismo Club Deportivo Guadalajara. Durante el período de 2002 a 2009 desempeñó distintos puestos como vicepresidente de fútbol y presidente deportivo. Durante su primer gestión como directivo, el equipo logra el título del torneo Apertura 2006, clasifica a cuatro Copas Libertadores (2005, 2006, 2007, 2009), dos Copas Sudamericanas (2007 y 2008), un subcampeonato en la Copa de Campeones de la CONCACAF, un título de la Copa Interliga del 2009.
 Selección México
En 2008 toma el cargo de Director de Selecciones Nacionales y finalmente renuncia al puesto el 10 de octubre de 2010 después de un incidente producido por la suspensión temporal de Carlos Vela y Efraín Juárez de la selección mexicana.
Guadalajara (2a etapa)
En 2014 regresa al puesto de presidente deportivo en la institución rojiblanca, acompañado por José Manuel de la Torre como entrenador. Su regreso se debió al mal momento que pasaba el equipo, el cual se encontraba con problema de descenso. El 14 de septiembre da un paso al costado, tras el cese de su hermano debido a malos resultados.
| Club                       | País   | Año         |
| -------------------------- | ------ | ----------- |
| Club Deportivo Guadalajara | México | 2002 - 2009 |
| Selección Mexicana         | México | 2008 - 2010 |
| Club Deportivo Guadalajara | México | 2014 - 2015 |

## Palmarés

### Campeonatos nacionales
| Título    | Club        | País           | Año  |
| --------- | ----------- | -------------- | ---- |
| Liga MX   | Guadalajara | México         | 2006 |
| InterLiga | Guadalajara | Estados Unidos | 2009 |

### Campeonatos internacionales
| Título            | Club   | País           | Año  |
| ----------------- | ------ | -------------- | ---- |
| Copa Oro CONCACAF | México | Estados Unidos | 2009 |